# Esther Duflo

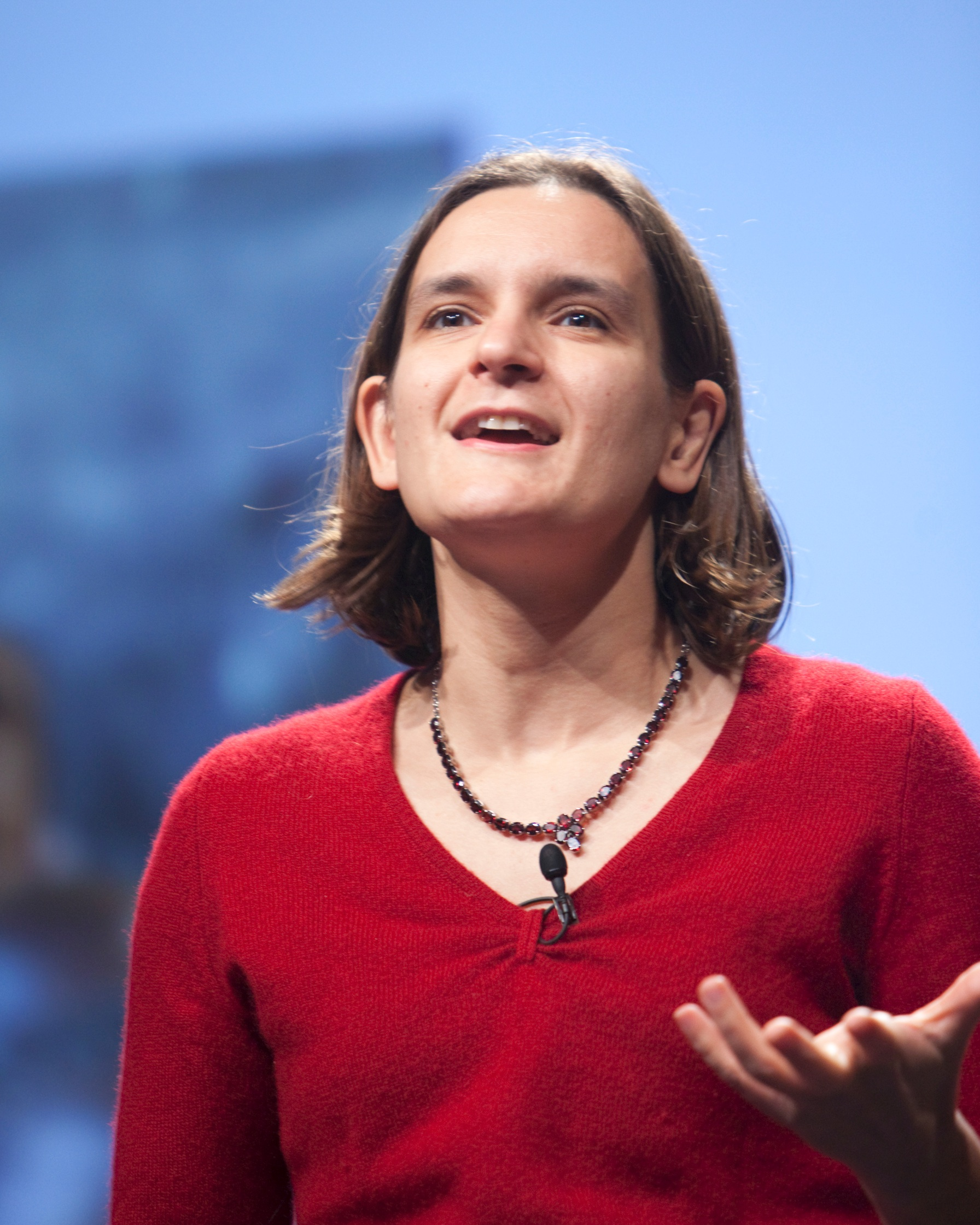
Esther Duflo (2009)

Esther Caroline Duflo (* 25. Oktober 1972 in Paris) ist eine französisch-amerikanische Ökonomin und Hochschullehrerin am Massachusetts Institute of Technology, wo sie die Abdul-Latif-Jameel-Professur für Armutsbekämpfung und Entwicklungsökonomie innehat. Der Schwerpunkt von Duflos Forschung liegt auf mikroökonomischen Themen in Entwicklungsländern, darunter das Verhalten von Haushalten, Bildungspolitik, Zugang zu Finanzdienstleistungen, Gesundheitspolitik und die Bewertung wirtschaftspolitischer Maßnahmen.
The Economist zählte sie 2008 zu den acht einflussreichsten Ökonomen der Welt. Das Magazin Time zählte sie 2011 zu den 100 einflussreichsten Personen der Welt. Ihr Buch Poor Economics wurde von der Financial Times zum Wirtschaftsbuch des Jahres 2011 erklärt.
2019 erhielt sie gemeinsam mit Abhijit Banerjee und Michael Kremer als zweite Frau und bisher jüngste Preisträgerin den Alfred-Nobel-Gedächtnispreis für Wirtschaftswissenschaften.

## Leben und Wirken

### Kindheit und Ausbildung
Esther Duflo ist die Tochter der Ärztin Violaine Duflo und des Mathematikers Michel Duflo. Sie studierte an der École normale supérieure (Paris) und schloss ihr Studium 1994 mit der Maîtrise in Geschichte und Volkswirtschaftslehre ab. Im Jahr 1995 beendete sie ihr Hauptstudium an der École des hautes études en sciences sociales (EHESS) mit einem DEA in Volkswirtschaftslehre (VWL). Hiernach wechselte Duflo an das Massachusetts Institute of Technology (MIT) und wurde dort 1999 mit der Dissertation Drei Essays in Empirischer Entwicklungsökonomie (Three Essays in Empirical Development Economics) promoviert.

### Beruflicher Werdegang
Nach dem Erhalt ihres Ph.D. in Volkswirtschaftslehre wurde Duflo Assistant Professor für VWL am MIT, bevor sie 2002 zum Associate Professor und 2004 zur vollwertigen Professorin für VWL befördert wurde. Von 2001 bis 2002 lehrte Duflo des Weiteren als Gastprofessorin an der Princeton University. 2003 gründete Duflo gemeinsam mit Sendhil Mullainathan und Abhijit Banerjee am M.I.T. das Poverty Action Lab, dessen Direktorin Duflo 2004 wurde. Das Poverty Action Lab ist ein Forschungsnetzwerk, das sich der Entwicklung neuer Methoden zur Armutsbekämpfung und der Bewertung von wirtschaftspolitischen Maßnahmen durch randomisierte kontrollierte Feldexperimente widmet und 2005 in Abdul Latif Jameel Poverty Action Lab umbenannt wurde. 2015 arbeiteten dort mehr als 100 Wissenschaftler.
2005 erhielt Duflo die neu geschaffene Abdul-Latif-Jameel-Professur für Armutsbekämpfung und Entwicklungsökonomie am MIT. Neben ihrer Lehr- und Forschungsarbeit arbeitet sie seit 2007 als Redakteurin für die wirtschaftswissenschaftliche Fachzeitschriften Annual Review of Economics und The American Economic Journal: Applied Economics, wobei sie Mitgründerin letzterer Publikation ist. Zuvor war Duflo redaktionell für die Review of Economics and Statistics (2002–2007), das Journal of Development Economics (2004–2006), das Journal of Economic Perspectives (2004–2007) und das Journal of the European Economic Association (2002–2006) tätig.
Der damalige US-Präsident Barack Obama hat sie 2012 in den präsidentialen Beratungsrat für globale Entwicklung berufen. Ihre Aufgabe bestand darin, den US-Präsidenten und hochrangige Mitglieder der Regierung zu beraten.
2019 wurde sie mit dem Alfred-Nobel-Gedächtnispreis für Wirtschaftswissenschaften ausgezeichnet. Sie erhielt den Preis zusammen mit ihren Forschungskollegen Abhijit Banerjee und Michael Kremer für ihren experimentellen Ansatz bei der Bekämpfung weltweiter Armut. Sie ist damit die jüngste und nach Elinor Ostrom (2009) die zweite weibliche Nobelpreisträgerin in dieser Disziplin. Die École d’Économie de Paris ernannte sie Anfang 2024 zu ihrer Direktorin und Nachfolgerin von Daniel Cohen.

### Forschung
Gemäß der wirtschaftswissenschaftlichen Publikationsdatenbank IDEAS gehört Duflo im Gesamtranking deutlich zu den besten 1 % Ökonomen (Rang 110, Stand Oktober 2015). Auch unter Kriterien wie „Anzahl an Publikationen“ oder „Anzahl an Zitaten“ gehört Duflo zu den besten 5 % der in der Datenbank erfassten Ökonomen. Der am häufigsten zitierte Artikel Duflos trägt den Titel How Much Should We Trust Differences-in-Differences Estimates (2002) und wurde zusammen mit Marianne Bertrand und Sendhil Mullainathan verfasst. In diesem Artikel analysieren Bertrand, Duflo und Mullainathan die Differenz-von-Differenzen-Schätzung (DIDE), eine Schätzmethode für Kausalbeziehungen, und kommen zu dem Schluss, dass der DvD-Ansatz in seiner herkömmlichen Verwendung den Standardfehler der geschätzten Wirkung der untersuchten Intervention erheblich unterschätzt. Um dem Autokorrelationsproblem zu begegnen, machen Bertrand, Duflo und Mullainathan abschließend drei Lösungsvorschläge: Einen Zusammenfall der Daten in Zeiträume vor und nach der Intervention, die Verwendung einer speziellen Kovarianzmatrix oder die Verwendung von Techniken, die auf Randomisierungs-Inferenz-Testmethoden basieren.
Duflo hat auf Zufall basierende Feldexperimente zur Beurteilung politischer Maßnahmen maßgeblich weiterentwickelt, bei denen Menschen per Zufallsprinzip in Gruppen eingeteilt und leicht veränderten verschiedenen Bedingungen ausgesetzt werden, um die Folgen politischer Maßnahmen abzuschätzen.
Duflos Institut führte Studien zu Mikrokrediten in mehreren Ländern durch und fand, dass der Einfluss viel geringer war als oft angenommen. Die Wissenschaftlerin plädiert dafür, in der Entwicklungshilfe Belege für Erfolge bestimmter Maßnahmen einzufordern, bevor man diese in großem Stil umsetzt.
Duflo verglich Ökonomen bei der Politikberatung und -gestaltung mit Klempnern. Wie Klempner versuchten sie, die Funktionsweise der Welt so weit wie möglich vorherzusagen, wobei sie sich über die Notwendigkeit von Nachbesserungen und Anpassungen bewusst seien, da ökonomische Modelle nur sehr bedingt theoretische Anhaltspunkte dafür lieferten, welche (und wie) Details von Bedeutung sein werden.

### Privatleben
Esther Duflo besitzt sowohl die französische Staatsbürgerschaft als auch seit 2012 die US-amerikanische Staatsbürgerschaft. Sie ist seit 2015 verheiratet mit Abhijit Banerjee, der ebenfalls Professor für Volkswirtschaftslehre ist und mit dem Duflo bei mehreren ihrer Forschungsarbeiten zusammengearbeitet hat; sie haben zwei gemeinsame Kinder.

## Ehrungen und Auszeichnungen
- 2003: Elaine-Bennett-Forschungspreis
- 2005: Prix du meilleur jeune économiste de France[20]
- 2005: Bronzemedaille des Centre national de la recherche scientifique (CNRS)
- 2009: Calvó Almengol International Prize der Barcelona Graduate School of Economics
- seit 2009: MacArthur Fellowship
- 2010: John-Bates-Clark-Medaille für ihre Arbeit mit Feldexperimenten, welche die Wirksamkeit wirtschaftspolitischer Maßnahmen  vergleichbar machen
- 2010: Ehrendoktor der Université catholique de Louvain
- 2010: Internationaler Calvó-Armengol-Preis
- 2011: Medaille de l'Innovation des CNRS
- 2011: David N. Kershaw Award der APPAM
- 2011: Thomas C. Schelling Award der Harvard Kennedy School
- 2013: Dan-David-Preis
- 2014: Albert-O.-Hirschman-Preis des Social Science Research Councils (mit Abhijit Banerjee)[21]
- 2014: Infosys-Preis
- 2015: Prinzessin-von-Asturien-Preis[22]
- 2015: A.SK Social Science Award des Wissenschaftszentrums Berlin für Sozialforschung (WZB)[23]
- 2019: Alfred-Nobel-Gedächtnispreis für Wirtschaftswissenschaften[5]
- 2020: Deutscher Wirtschaftsbuchpreis
- 2020: Sachbuch des Monats März

## Mitgliedschaften
- 2009: Fellow der American Academy of Arts and Sciences
- 2010: Fellow der Econometric Society[24]
- 2010: Mitglied der französischen Académie des technologies[25]
- 2016: Auswärtiges Mitglied der British Academy[26]
- 2017: Mitglied der National Academy of Sciences
- 2025: Mitglied der American Philosophical Society

## Veröffentlichungen (Auswahl)
- mit Rema Hanna: Monitoring works. Getting teachers to come to school. CEPR, London 2006.
- mit Abhijit Banerjee: Aging and death under a dollar a day. NBER, Cambridge, Mass. 2007.
- mit Marianne Bertrand und Sendhil Mullainathan: How Much Should We Trust Differences-in-Differences Estimates. In: Quarterly Journal of Economics. Band 119, 2004, S. 249–275.
- Giving credit where it is due. In: The journal of economic perspectives. A journal of the AEA. Band 24, 2010, ISSN 0895-3309, S. 61–80.
- Requiescat in pace? The consequences of high-priced funerals in South Africa. In: David A. Wise (Hrsg.): Explorations in the economics of aging. University Press, Chicago, Ill. 2011, ISBN 978-0-226-90337-8, S. 351–373.
- mit Abhijit Banerjee: Poor Economics. A Radical Rethinking of the Way to Fight Global Poverty. PublicAffairs, New York 2011, ISBN 978-1-58648-798-0.
  - deutsche Ausgabe: Poor Economics: Plädoyer für ein neues Verständnis von Armut. ISBN 978-3-8135-0493-4.
- Is decentralized iron fortification a feasible option to fight anemia among the poorest? In: David A. Wise (Hrsg.): Explorations in the economics of aging. University Press, Chicago, Ill. 2011, ISBN 978-0-226-90337-8, S. 317–344.
- Interview der Zeit mit Banerjee und Duflo, 2011
- mit Abhijit Banerjee: Poor Economics. Barefoot Hedge-Fund Managers, DIY Doctors and the Surprising Truth about Life on Less than 1 $ a Day. Penguin Books, London 2012, ISBN 978-0-7181-9366-9.
- Kampf gegen die Armut. Aus dem Französischen von Andrea Hemminger. Suhrkamp Verlag, Berlin 2013, ISBN 978-3-518-29664-6.
- mit Abhijit Banerjee: Good Economics for Hard Times: Better Answers to Our Biggest Problems. Juggernaut Books, 12. November 2019. Themen: Einsichten aus der aktuellen ökonomischen Forschung zu breiten Themenfeldern wie Migration, Sozialhilfe, Umweltschutz, und Handel. Ein kurzer Teil beinhaltet auch ein Plädoyer für ein finanzierbares kleines Bedingungsloses Grundeinkommen (Universal Ultra Basic Income – UUBI) für Schwellen- und Entwicklungsländer am Beispiel Indien. ISBN 978-0-241-30689-5.[27]
  - deutsche Ausgabe: Gute Ökonomie für harte Zeiten. Sechs Überlebensfragen und wie wir sie besser lösen können. Penguin Verlag, München 2020, ISBN 978-3-328-60114-2.[28]